# Бохонко Григорій
Григо́рій Бохо́нко (псевдо.: «Став»; нар.1913, Піддубці, нині Луцький район Волинська область — пом.1944, там же, загинув у бою) — український військовик, пластун, надрайоновий провідник ОУН Луцького району.

## Життєпис
Член районового Пласту, з середини 1930-х років керував осередком «Просвіти».
Член ОУН, надрайоновий провідник — з кінця 1930-х до 1941 року. У часи Другої світової війни був комендантом поліції у своєму селі.
Після заклику керівництва українських повстанських органів навесні 1943 року разом із підлеглими перейшов до УПА. Загинув у бою.